# セント・アバズ・ヘッド
セント・アバズ・ヘッド（St. Abb's Head）は、スコティッシュ・ボーダーズ、ベリックシャーのセント・アバズ村にある、岩の多い岬である。イギリス、スコットランド東岸、北緯55度5分0秒、西経2度8分3秒に位置する。
1862年に建設された灯台がある。
セント・アバズ・ヘッド周辺の土地は国立自然保護区域となっている。そこはナショナル・トラスト・フォー・スコットランドによって管理されている。最初の場所は1980年に購入された。1984年にパール・アシュアランス社からLumsdaine coastal stripが寄付された。1984年、Blackpotts grazingsが購入された。